# Über den Tellerrand
Koordinaten: 52° 29′ 0,4″ N, 13° 21′ 36,4″ O

Logo Über den Tellerrand

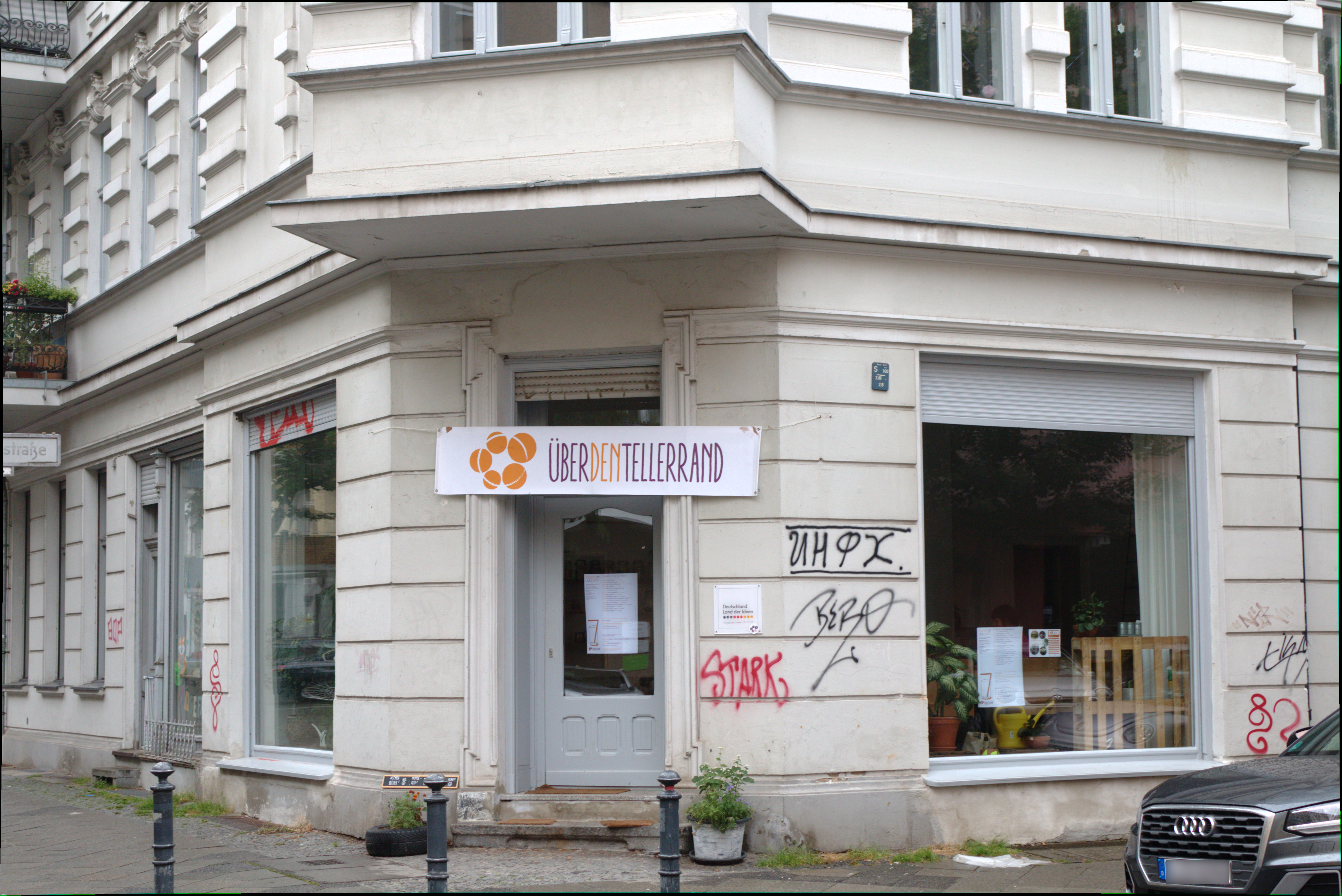
Kitchen Hub von Über den Tellerrand in Berlin

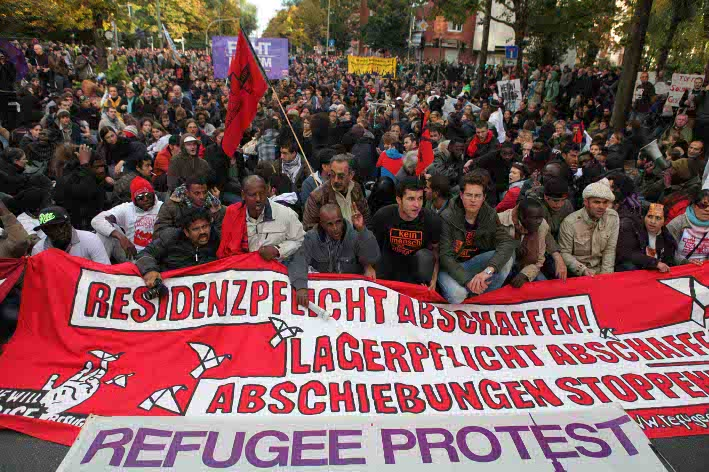
Flüchtlinge protestieren im Jahr 2013 in Berlin.

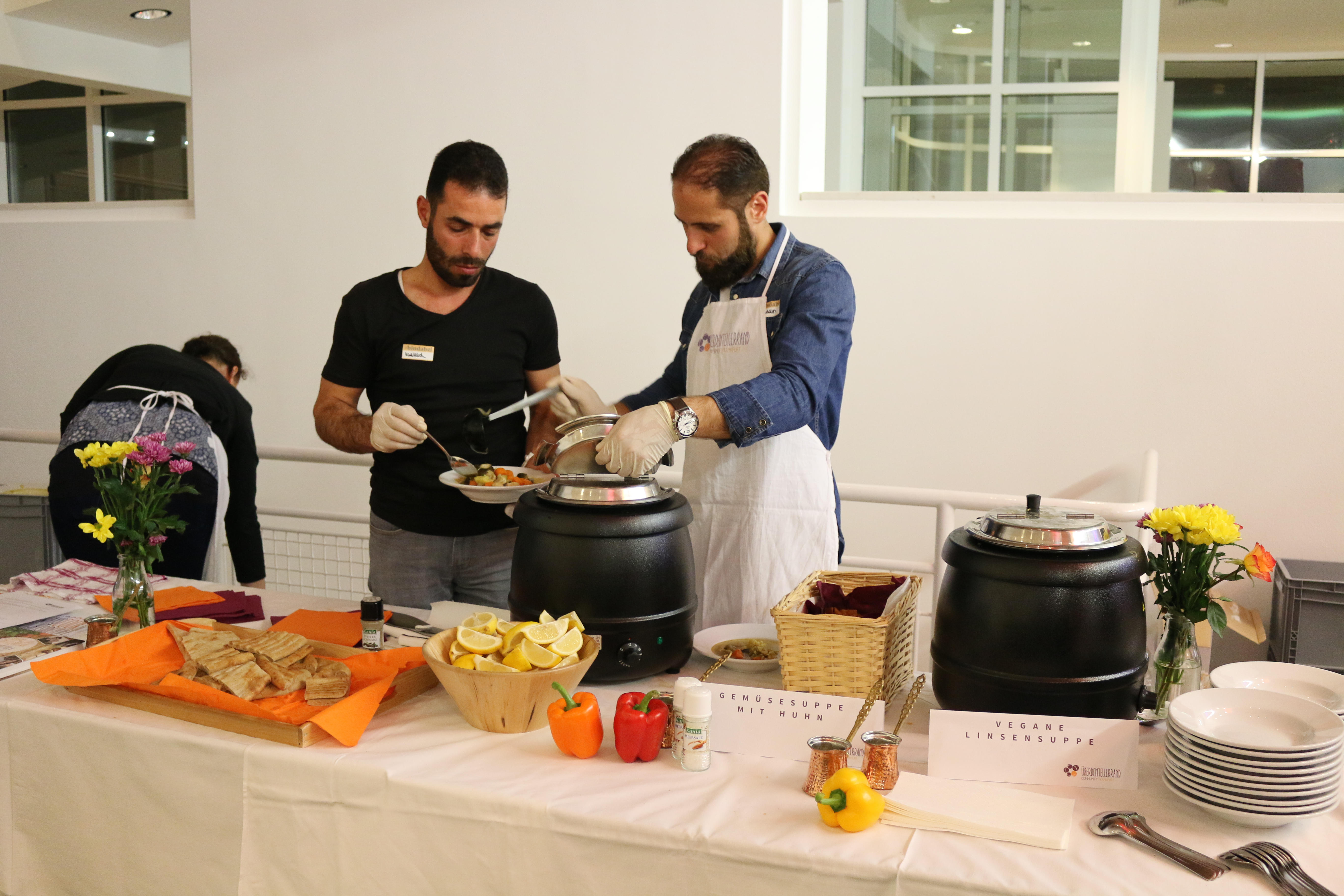
Stand der Community Frankfurt am Main im Museum für Angewandte Kunst

Über den Tellerrand e. V.  ist eine gemeinnützige Organisation, die sich für Integration von Zugewanderten einsetzt. Der Hauptsitz ist in Berlin. Die Organisation wurde im April 2014 gegründet. Über den Tellerrand (Anspielung an die Redewendung „Blick über den Tellerrand“) setzt sich für ein Miteinander von Flüchtlingen und Beheimateten ein. Inzwischen ist der Verein in über 30 Städten aktiv.

## Geschichte
Die Idee begann sich zu entwickeln, als es im Jahr 2013 in Berlin große Proteste von Flüchtlingen auf dem Oranienplatz in Berlin gab. Die Initiatoren lasen sehr viel über die Proteste in den Medien aber wer die Menschen waren, die auf dem Platz protestierten, kam nicht aus der Berichterstattung hervor. Ziel war es zunächst die Flüchtlinge kennen zu lernen. Die Initiatoren entschlossen sich auf dem Platz auf die Flüchtlinge zuzugehen und gemeinsam mit ihnen zu kochen. Aus diesem gemeinsamen Kochen entstand dann ein Kochbuch. Dieses Kochbuch enthielt die Originalrezepte der Flüchtlinge aber auch deren persönliche Geschichten. Das Kochbuch selbst entstand im Rahmen des Funpreneur-Wettbewerbs der Freien Universität Berlin. Innerhalb von acht Wochen sollte dort ein Produkt entworfen und auf den Markt gebracht werden. Das erste Buch enthielt 21 Rezepte, die von Bewohnern von Flüchtlingsunterkünften und auf dem Oranienplatz gesammelt wurden. Für die Entwicklung des Buches erhielt das Team im Dezember 2013 den Funpreneur-Preis. Zunächst wurden nur 400 Rezeptsammlungen gedruckt. Jedoch gab es bald so viele Bestellungen, dass die vier Gründer das Projekt professionalisieren wollten.
Aus dem gemeinsamen Kochen entwickelte sich die Idee, durch Flüchtlinge Kochkurse geben zu lassen. Diese Idee wurde unter dem Dach vom Social Impact Lab im Frühjahr 2014 entwickelt. Wichtig war den Initiatoren dabei, immer Flüchtlinge und Einheimische auf Augenhöhe zusammenzubringen. Durch die Stellung der Flüchtlinge während der Kurse in der anleitenden Rolle tritt „das Selbstbewusstsein eines Expertens“ an die Stelle „der Demut eines Bittstellers“.
Später wurde noch ein zweites Kochbuch veröffentlicht. Es enthielt 36 Rezepte von 27 Flüchtlingen. Die Köche kommen aus Ländern wie Afghanistan, Syrien, Guinea, Niger, Mazedonien oder Tschetschenien.
Die ursprüngliche Idee des Vereins bestand darin, dass Flüchtlinge das gemeinsame Kochen mit Einheimischen anleiten und so über das Essen ihre Kultur vorstellen. Dabei sollen Einheimische, die sonst keinen Bezug zu Flucht haben, durch das Kochen und den Kontakt mit den Köchen mehr Verständnis für die Situation von Flüchtlingen erlangen.

## Vereinstätigkeit
Der Verein betreibt verschiedene Programme, um Integration zu unterstützen. Dazu gehören das Champion Programm, Satelliten Programm, Kitchen on the Run, Job Buddy Programm und Building Bridges. Im Champion Programm sollen den Flüchtlingen soziale Netzwerke aufgebaut werden. Der Verein unterstützt dieses durch Coaching der Freiwilligen und die Bereitstellung von Infrastruktur und Ressourcen. Zu zentralen Aktivitäten gehört das gemeinsame Kochen, Sporttreiben, Singen oder Gärtnern aber auch Tandem-Sprachkurse. Das Satelliten Programm umfasst die Betreuung der Satelliten in Städten außerhalb von Berlin. Insgesamt gibt es in den Niederlanden, der Schweiz, Österreich und Deutschland 31 Satelliten von Über den Tellerrand. Der Verein bietet den Satelliten strukturierte Leitfäden, Arbeitsvorlagen und bietet Beratung an. Es wird vom Verein auch jährlich ein Satellitenkongress veranstaltet, in dem die einzelnen Communitys zusammenkommen und das Projekt weiterentwickeln. Kitchen on the Run ist eine mobile Küche mit der im Jahr 2016 die Länder Italien, Frankreich, Deutschland, die Niederlande und Schweden bereist wurden. Es wurde in den Ländern zusammen mit Flüchtlingen und Einheimischen in der mobilen Küche gekocht. Ziel war die Idee von Über den Tellerrand international zu verbreiten und das Netzwerk weiter auszubauen. Das Teilprojekt wurde im Rahmen vom Advocate Europe Programm gefördert. In Zukunft soll eine Flotte von ähnlichen mobilen Küchen entstehen, die in unterschiedlichen Regionen eingesetzt werden soll. Im Job Buddy Programm unterstützen erfahrene Arbeitnehmer die Flüchtlinge bei der Orientierung am Arbeitsmarkt, der Erstellung von Bewerbungsunterlagen und der Vorbereitung von Vorstellungsgesprächen. Der Verein unterstützt das Programm darüber hinaus mit thematischen Fachvorträgen und Workshops. Im Building Bridges Programm unterstützen Teams bestehend aus einem Einheimischen und einem ehemaligen Flüchtling, neu ankommende Flüchtlinge aus demselben Herkunftsland. Durch die Kombination von Einheimischen und schon integrierten Flüchtlingen ist es leichter möglich, Sprachbarrieren zu überwinden. Außerdem haben bereits integrierte Flüchtlinge mehr Verständnis für die Schwierigkeiten der neu ankommenden Flüchtlinge.

## Preise und Auszeichnungen
- Goldene Bild der Frau 2017
- Ort im Land der Ideen 2016[11]
- Aktiv für Demokratie und Toleranz 2015[12]
- Gastronomischer Innovator 2015[13]
- Advocate Europe 2015[14]
- Ausstellung bei der EXPO Mailand 2015 im Deutschen Pavillon[15]

## Veröffentlichungen
- Rezepte für ein besseres Wir Pearl, 2014, ISBN 978-3-95760-002-8
- Eine Prise Heimat: Das Fusions-Kochbuch Riva, 2016, ISBN 978-3-86883-606-6